# Gerhard Voigt (Ruderer)
Bruno Gerhard Voigt (* 7. August 1904 in Leipzig; † 8. Dezember 1958 in Bamberg) war ein deutscher Ruderer.
Gerhard Voigt gewann beim Deutschen Meisterschaftsrudern 1927 die Bronzemedaille im Einer und gewann im Folgejahr zusammen mit Horst Hoeck im Doppelzweier den Meistertitel. Bei den Olympischen Spielen 1928 in Amsterdam belegten Voigt und Hoeck den vierten Platz.